# 조선영화인협회
조선영화인협회(朝鮮映畵人協會)는 일제강점기 말기에 조직된 영화인 단체이다. 중일 전쟁 발발 후 영화를 통한 신체제 선전에 협조하기 위해 조직된 친일파 단체였다.

## 개요
1939년 8월 16일에 결성되었다. 표면적으로 조선 영화인들의 자발적인 조직으로 선전되었으나, 실제로는 '영화를 통한 내선일체 구현'이 목표인 관제 단체의 성격이 강했다.
특히 1940년 1월에 조선영화령이 공포된 후에는 조선영화협회가 영화인에 대한 기능심사위원회를 설치함으로써 영화인 통제에 앞장섰다. 영화인기능심사위원회는 검열 업무를 담당하는 조선총독부 경무국 도서과장이 위원장을 맡았다.
1942년에 좀 더 조직적인 영화계 통제를 위해 조선영화제작주식회사가 설립되면서 강제로 해산되었다.

## 주요 활동
주요 사업으로는 1) 영화에 대한 조사연구, 2) 연출자, 연기자, 촬영자와 기타 영화기술자의 양성과 지도, 3) 회원의 복리와 상호친목에 대한 시설, 4) 기관지 발행 등이 있다. 총독부의 후원으로 영화문화강좌를 개최하고, 승전 축하 행렬에 참석했으며, 조선신궁에서 기원제를 열기도 했다.
- 1939년 8월 16일 : 조선영화인협회 결성
- 1940년 1월 4일 : 조선영화령 공포
- 1940년 2월 11일 : 조선영화인협회 제1회 총회 개최 (경성부)
- 1940년 11월 : 영화단체 통합을 위한 합동위원회 설립
- 1941년 9월 11일 : 조선영화제작협회 설립위원회 결성
- 1942년 10월 7일 : 해산

## 임원

### 1939년 8월
- 회장 : 안종화
- 상무이사 : 안석영
- 이사 : 이규환, 서월영, 이명우
- 상무평의원 : 김택윤
- 평의원 : 서광제, 최인규, 양세웅, 김한, 이금룡, 이필우
- 서기 : 김정혁

### 1941년 2월
- 이사장 : 안종화
- 이사 : 안석영, 왕평, 이명우, 양세웅, 김일해
- 평의원 : 김한, 이규환, 이창용, 서월영, 김성춘

## 참고자료
- 친일인명사전편찬위원회 (2004년 12월 27일). 《일제협력단체사전 - 국내 중앙편》. 서울: 민족문제연구소. 686~689쪽쪽. ISBN 8995330724.